# Hämolysine

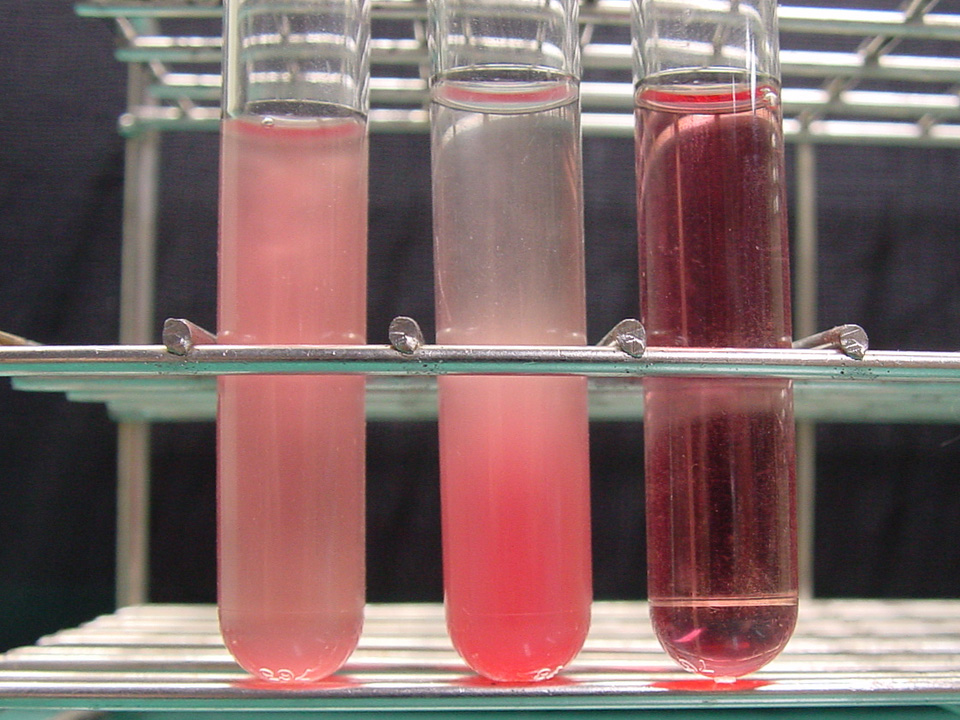
Erythrozytensuspension (links), nach 60 Min. sedimentiert (mittig, der Überstand ist fast farblos), nach 30 Min. bei 37 °C mit dem Hämolysin von S. pyogenes (rechts)

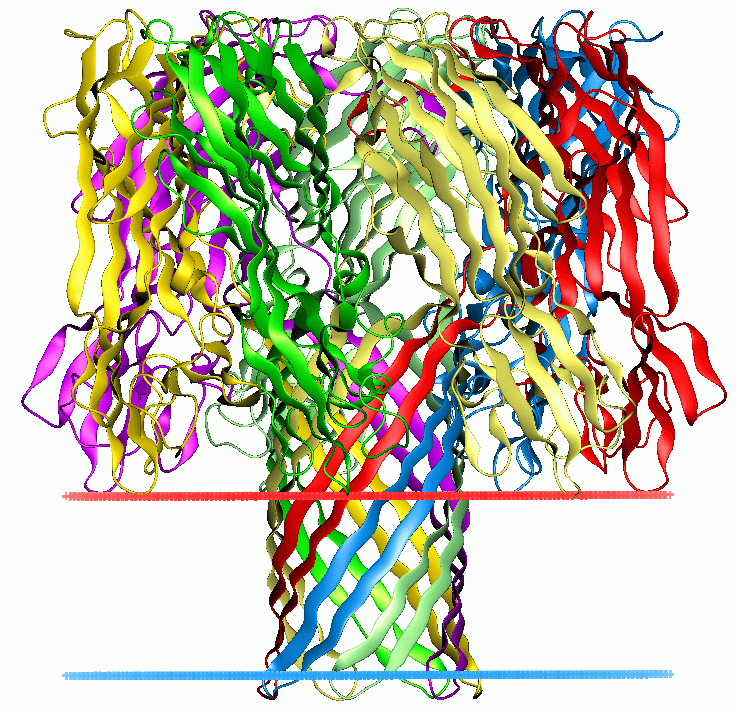
α-Hämolysin als Seitenansicht, die Zellmembran liegt zwischen der roten und der blauen Linie (nicht dargestellt)

Hämolysine (von Hämolyse) sind Stoffe, die bei Erythrozyten (rote Blutkörperchen) eine Lyse bewirken. Dabei wird die Zellmembran der Erythrozyten perforiert und das Zytosol läuft aus. Dadurch gehören die Hämolysine zu den Toxinen.

## Eigenschaften
Hämolysine sind meistens Proteine oder Lipide und wirken über verschiedene Mechanismen der Lyse. Manche der proteinbasierten Hämolysine gehören zu den porenbildenden Toxinen, während die lipidbasierten Hämolysine als Tenside wirken und die Lipide aus der Zellmembran herauslösen. Hämolysine werden von Bakterien und Pilzen gebildet. Sie dienen der Bereitstellung von Nährstoffen und Spurenelementen wie Eisenionen aus dem Zytosol der Erythrozyten und teilweise auch von anderen Zelltypen wie beispielsweise Leukozyten.